# Wanderer W15
De Wanderer W15 / W17 / W20 was een serie personenauto's uit de middenklasse die geproduceerd werd van 1932 tot 1933 door het Duitse automerk Wanderer, als dochteronderneming van Auto-Union.

## Modellen
De Wanderer W15 6/30 PS werd van maart tot oktober 1932 gebouwd in de Siegmar-fabriek bij Chemnitz (vanaf medio 1932 onder leiding van het nieuw opgerichte Auto-Union). De W15 was de opvolger van de W10/IV die geproduceerd werd door Wanderer-Werke vanaf september 1930. De W15 werd aangeboden als vierdeurs sedan of tweedeurs cabriolet. De wielbasis was zo'n 20 cm langer dan zijn voorganger, waardoor de sedan zes in plaats van vier zijramen had. De carrosserie van de sedan kwam van Reutter in Stuttgart, de carrosserie van de cabriolet werd vervaardigd door Gläser in Dresden.
De W15 werd aangedreven door de 1,6-liter viercilinder-in-lijnmotor met kopkleppen van zijn voorganger, met een vermogen van 30 pk. Dit motorvermogen werd afgeleverd op de achteras via een niet-gesynchroniseerde drieversnellingsbak met een schakelpook in het midden van de auto. De wagen was vooraan en achteraan voorzien van starre assen met bladveren en kabelbediende remmen.
De Wanderer W17 7/35 PS kwam in oktober 1932 als opvolger van de W15 op de markt. De W17 had dezelfde carrosserie en hetzelfde onderstel als de W15, maar werd aangedreven door een 1,7-liter zescilider-in-lijnmotor ontworpen door Ferdinand Porsche. Deze motor ontwikkelde 35 pk en dreef de achterwielen aan via een niet-gesynchroniseerde vierversnellingsbak.
De Wanderer W20 8/40 PS had een krachtigere 2-liter zescilinder-in-lijnmotor van 40 pk, eveneens ontworpen door Porsche. Eind 1933 werd de W20 opgevolgd door de W21 en de W22.

## Technische gegevens
| Type          | Motor     | Motor     | Motor    | Overbrenging  | Topsnelheid | Jaartal   |
| Type          | Inhoud    | Cilinders | Vermogen | Overbrenging  | Topsnelheid | Jaartal   |
| ------------- | --------- | --------- | -------- | ------------- | ----------- | --------- |
| W15 (6/30 PS) | 1.563 cm³ | 4-in-lijn | 30 pk    | manuele 3-bak | 85 km/u     | 1932      |
| W17 (7/35 PS) | 1.690 cm³ | 6-in-lijn | 35 pk    | manuele 4-bak | 90 km/u     | 1932-1933 |
| W20 (8/40 PS) | 1.950 cm³ | 6-in-lijn | 40 pk    | manuele 4-bak | 95 km/u     | 1932-1933 |